# Garcia del Cid
Die Garcia del Cid ist ein Forschungsschiff des spanischen Consejo Superior de Investigaciones Científicas (CSIC).

## Geschichte
Das Schiff wurde unter der Baunummer 0187 auf der Werft Astilleros de Tarragona gebaut. Der Stapellauf erfolgte am 2. September 1977. Es wurde im Juni 1979 fertiggestellt und abgeliefert.
Das Schiff ist in Barcelona stationiert. Es wird für meereskundliche Forschungsfahrten genutzt.

## Technische Daten und Ausstattung
Das Schiff wird von einem Viertakt-Achtzylinder-Dieselmotor mit 853 kW Leistung angetrieben, der auf einen Verstellpropeller wirkt. Der Deutz-Motor wurde von Hijos de J. Barreras in Lizenz gebaut. Für die Stromerzeugung stehen zwei von Dieselmotoren mit 80 kW Leistung angetriebene Generatoren (100 kVA Scheinleistung) zur Verfügung. Das Schiff ist mit einem Bugstrahlruder ausgestattet.
Das Schiff verfügt über Echolot und Sonar sowie verschiedene weitere Geräte für Messungen im Wasser und in der Atmosphäre. Es ist mit einem Heckgalgen und einem seitlich herunterklappbaren Hebewerkzeug für das Aussetzen und Einholen einer CTD-Rosette und anderer Forschungsgeräte ausgestattet. Für das Schleppen von Netzen und Forschungsgeräten stehen mehrere Winden zur Verfügung. An Bord befinden sich zwei Labore. Im hinteren Bereich des Schiffes befindet sich ein offenes Arbeitsdeck.